# Сергій (Охотенко)
Сергій (Охо́тенко) (в миру — Охотенко Єгор Прокопович; 12 березня 1890, Малі Горошки, Житомирський повіт, Волинська губернія — 2 жовтня 1971, Аделаїда) — єпископ УАПЦ та Білоруської автокефальної православної церкви.

## Біографія
1911 року поступив послушником в Житомирський Свято-Богоявленський чоловічий монастир. 1919 року пострижений в монахи під ім'ям Сергій, працював економом архієрейського будинку. Духовну освіту здобував на діючих при монастирі пастирських курсах.
1925 року єпископом Прилуцьким Василем (Богдашевським), вікарієм Київської єпархії, рукоположений в ієродиякона та ієромонаха. Служив в різних приходах Київщини, 1932 року вдостоєний сану архімандрита.
1937 року арештований НКВД, відправлений на примусові роботи до Бердянська. Незадовго до нападу нацистської Німеччини на СРСР був звільнений та отримав дозвіл стати настоятелем собору в Мелітополі.
Після втечі сталіністів з України входить до Української Автокефальної Православної Церкви, котру очолював єпископ Полікарп (Сікорський). Рішенням Синоду УАПЦ рукоположений в єпископа Мелітопольського. 1 серпня 1943 хіротонізований єпископом Миколаївським Михайлом (Хорошим), єпископом Катеринославським Геннадієм (Шиприкевичем), єпископом Єлисаветградським Володимиром (Мальцем). 1944 разом з іншими священиками УАПЦ емігрує до Німеччини. У Варшаві митрополит Польської православної церкви Діонісій (Валединський) визнає канонічною його архієрейську хіротонію як єпископа Мелітопольського.
Оселився в німецькому місті Констанц, де організував українську парафію.

### Участь у БАПЦ
1946 переважна більшість ієрархів Білоруської автокефальної православної церкви входять до складу Російської православної церкви за кордоном, противники цього створюють групу по відродженню БАПЦ з священиків та мирян. Ініціативна група провела перемовини з керівництвом УАПЦ та за згодою Сергій (Охотенко) призначається тимчасово управляючим білоруськими автокефальними громадами в еміграції. В травні-червні 1948 року відбувся Білоруський Церковний Собор, на якому проголошено відродження БАПЦ, тимчасовим керуючим церкви обрано єпископа Сергія.
4 лютого 1949 року рішенням Собору УАПЦ Сергію (Охотенку) дозволяється повний перехід в юрисдикцію БАПЦ на посаду Першоієрарха. 20 грудня 1949 року Собор БАПЦ призначає його архієпископом. Всі подальші роки займався турботами по відродженні та організаційному облаштуванню БАПЦ.
1950 року переїхав в Австралію, оселився в місті Аделаїда, звідки керував Білоруською Автокефальною Православною Церквою до своєї смерті 2 жовтня 1971 року. Люди несли труну з його тілом на руках до самого цвинтаря.